# Pliening
Pliening es un municipio situado en el distrito de Ebersberg, en el estado federado de Baviera (Alemania). Tiene una población estimada, a fines de 2020, de 5740 habitantes.
Está ubicado al sur del estado, en la región de Alta Baviera, cerca de la frontera con Austria y a unos 21 kilómetros al este de la ciudad de Múnich.